# Capilla de Nuestra Señora del Carmen (Batuco)
La capilla de Nuestra Señora del Carmen es un templo católico ubicado en la localidad chilena de Batuco, comuna de Pencahue, Región del Maule. Construida en 1898, fue declarada monumento nacional de Chile, en la categoría de monumento histórico, mediante el Decreto Exento n.º 2658, del 28 de agosto de 2008.

## Historia
Fue construida en 1898 luego de una donación de terrenos de Feliciano Bustos, Cecilio Bravo y Eleuterio Méndez. De forma posterior, alrededor de la iglesia se construyeron la escuela y el consultorio de salud, por lo que el sector se transformó en el centro cívico de la localidad.
El terremoto de 2010 hizo colapsar su muro trasero y la casa parroquial, por lo que fue restaurada en el año 2014, con trabajos que reconstruyeron pilares y cubiertas con maderas de coihue y raulí.

## Descripción
Construida en adobe con techumbre de tejas de arcilla, presenta una nave angosta y un pórtico que se forma de la proyección de sus muros laterales. Con su corredor y dependencias secundarias forma una plaza de acceso frente a la ruta que une Talca y Curepto.